# Tehla
Tehla (in ungherese Töhöl) è un comune della Slovacchia facente parte del distretto di Levice, nella regione di Nitra.